# Ecnomus yabbura
Ecnomus yabbura är en nattsländeart som beskrevs av Cartwright 1990. Ecnomus yabbura ingår i släktet Ecnomus och familjen trattnattsländor. Inga underarter finns listade i Catalogue of Life.